# Takács László (labdarúgó, 1947)
Takács László (Budapest, 1947. november 4. –) labdarúgó, csatár.

## Pályafutása
1970 és 1972 között a Csepel SC labdarúgója volt. Sorkatonai szolgálata alatt egy évet a H. Bocskai SE együttesében játszott. Innen az MTK-hoz került, ahol 1979-ig 116 bajnoki mérkőzésen 39 gólt szerzett. 1976-ban kupadöntős, 1977–78-ban bajnoki harmadik volt az együttessel. A nemzetközi kupákban, az 1976–77-es KEK idényben a negyeddöntőben esett ki a csapattal a későbbi győztes Hamburger SV-vel szemben.

## Sikerei, díjai
- Magyar bajnokság
  - 3.: 1977–78
- Magyar kupa (MNK)
  - döntős: 1976
- Kupagyőztesek Európa-kupája (KEK)
  - negyeddöntős: 1976–77